# فرانك توماس (مغني)
فرانك توماس (بالإنجليزية: Frank Thomas)‏ هو عازف قيثارة ومغني وكاتب أغاني ومغن مؤلف أمريكي، ولد في 2 أغسطس 1943.

## وصلات خارجية
- فرانك توماس على موقع ميوزك برينز (الإنجليزية)